# Patrick Dupond
Patrick Dupond (Parigi, 14 marzo 1959 – Mercin-et-Vaux, 5 marzo 2021) è stato un ballerino francese.

## Biografia

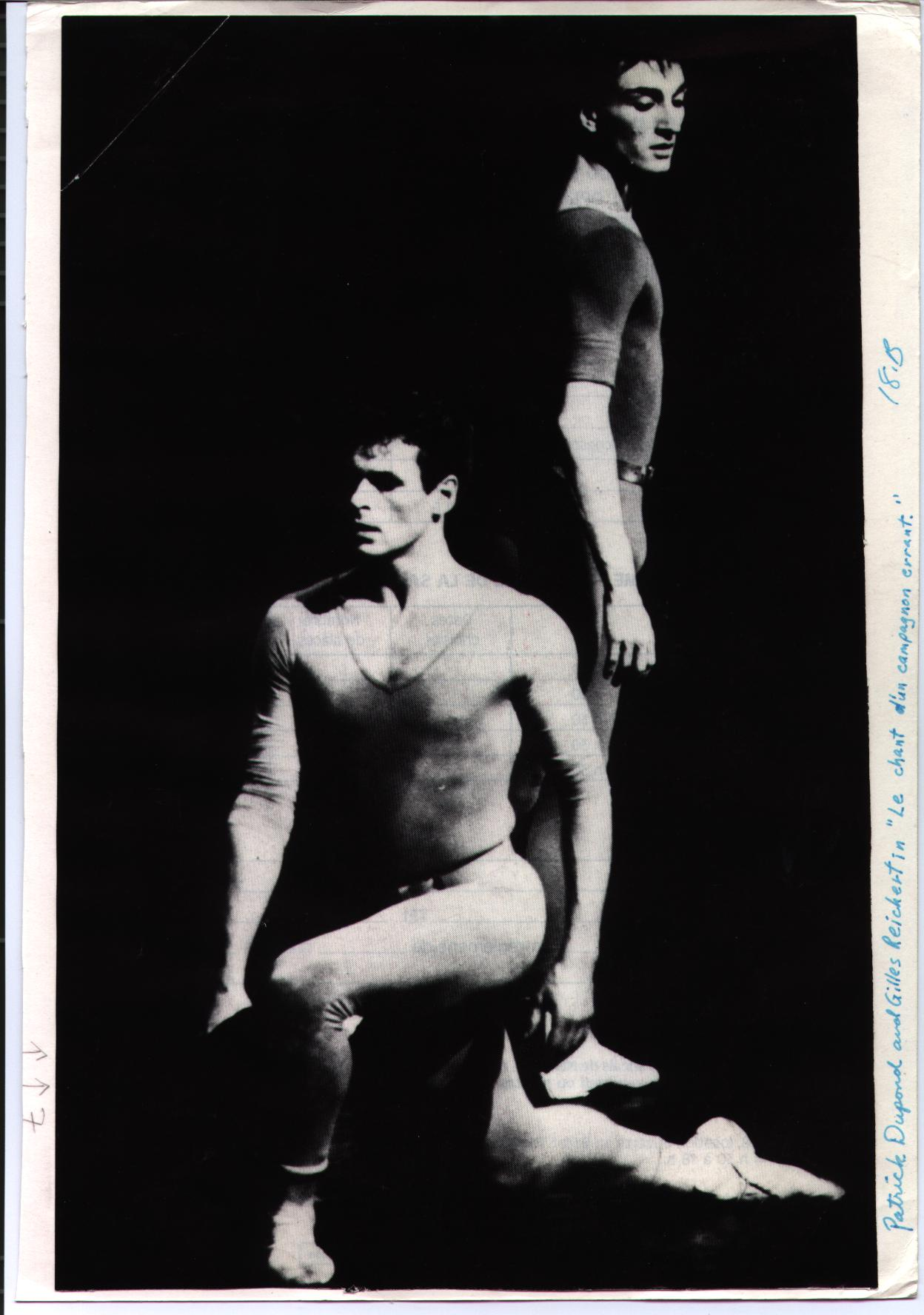
Patrick Dupond e Gilles Reichert ne Le Chant du Compagnon Errant di Maurice Bejart (1987)

Patrick Dupon fu ammesso alla Scuola di danza dell'Opéra di Parigi nel 1969, all'età di dieci anni, e lì si formò come ballerino. Nel 1975, all'età di sedici anni, cominciò a danzare nella compagnia del Balletto dell'Opéra di Parigi e l'anno dopo vinse la medaglia d'oro al Concorso internazionale di balletto di Varna. I primi anni della sua carriera trascorsero all'Opéra di Parigi, dove fu promosso ballerino principale nel dicembre del 1978 e danzò coreografie di Rudol'f Nureev, Alvin Ailey e Maurice Béjart. Nel 1980, all'età di ventun anni, fu promosso al rango di Danseur Étoile e, in questo ruolo, fu partner sulle scene di ballerine come Monique Loudières, Sylvie Guillem, Isabelle Guérin e Marie-Claude Pietragalla. In questi anni si affermò soprattutto per le sue interpretazioni di coreografie di John Neumeier, Roland Petit, Alwin Nikolais e Twyla Tharp. Nel 1988 divenne direttore artistico del Ballet de Lorraine, mentre nel 1990 subentrò a Nureev come direttore del balletto dell'Opéra di Parigi, una posizione che ricoprì per cinque anni fino al 1995.
Nel 1997 prese parte alla giuria del Festival di Cannes, ma la sua assenza dall'Opéra di Parigi non fu apprezzata dalla direzione, che lo licenziò. Il teatro gli offrì tuttavia un contratto come étoile ospite, che Dupond rifiutò preferendo fare ricorso in tribunale, perdendo però la causa. Dopo che un grave incidente automobilistico lo costrinse a una rigorosa riabilitazione, nel 2000 tornò a calcare le scene parigine come attore di musical in L'air de Paris. Dal 2004 si dedicò all'insegnamento della danza e nell'agosto 2017 aprì una scuola internazionale di danza a Bordeaux con la partner Leïla De Rocha. Dal 2018 al 2019 fece parte della giuria nell'edizione francese di Ballando con le stelle.
È morto a Parigi nel 2021, pochi giorni prima del suo sessantaduesimo compleanno.

## Filmografia parziale
- Coreografia di un delitto (Dancing Machine), regia di Gilles Béhat (1990)